# فيضان سانت مارسيليوس
فيضان سانت مارسيليوس كان إعصار خارج استوائي شديد، تزامنًا مع قمر جديد اجتاح الجزر البريطانية وهولندا وشمال ألمانيا والدنمارك (بما في ذلك شليسفيغ جوتلاند الجنوبية) في حوالي 16 يناير 1362، مما تسبب في وفاة 25.000 شخص على الأقل. يُطلق على مد العاصفة أيضًا «فيضان القديس مارسيليوس الثاني» لأنه بلغ ذروته في 16 يناير يوم عيد القديس مارسيليوس. أدى «فيضان القديس مارسيليوس الأول» السابق إلى غرق 36.000 شخص على طول سواحل غرب فريزلاند وخرونينجن في 16 يناير 1219.
اجتاحت موجة عاصفة هائلة من بحر الشمال مناطق داخلية بعيدة من إنجلترا وهولندا إلى الدنمارك والساحل الألماني، مما أدى إلى تقسيم الجزر، وجعل أجزاء من البر الرئيسي إلى جزر، ومحو مدن ومناطق بأكملها مثل: بونغولت، التي قيل إنهاتقع في جزيرة ستراند في شمال فريزيا، وميناء دونويتش.
لعب هذا المد العاصف جنبًا إلى جنب مع آخرين بحجم مماثل في القرنين الثالث عشر والرابع عشر دورًا في تكوين خليج زاوديرزي، وكان من سمات الطقس غير المستقر والمتغير في شمال أوروبا في بداية العصر الجليدي الصغير العمر.